# Stephon Marbury
Stephon Xavier Marbury, född 20 februari 1977 i Brooklyn i New York, är en amerikansk basketspelare.
Stephon Marbury var med och tog OS-brons i basket 2004 i Aten. Detta var USA:s andra basketbrons i olympiska sommarspelen.

## Lag
- Minnesota Timberwolves (1996–1999)
- New Jersey Nets (1999–2001)
- Phoenix Suns (2001–2004)
- New York Knicks (2004–2009)
- Boston Celtics (2009)
- Shanxi Zhongyu Brave Dragons (2010)
- Foshan Dralions (2010–2011)
- Beijing Ducks (2011–2017)
- Beijing Fly Dragons (2017–)